# Вінницька виправна колонія № 86
 Вінницька виправна колонія № 86  — виправна колонія управління Державного департаменту України з питань виконання покарань у Вінницькій області.

## Історія колонії
У 1920-ті роки на її території розміщувався центральний будинок примусових робіт, де утримувались засуджені особи чоловічої статі за різні злочини. Працювали вони в швейній, слюсарній, столярній та "равецькій майстернях.
У кінці 1920-х років центральний будинок примусових робіт був перейменований у промислову виправно-трудову колонію виконання покарань, у якій утримувався той же спецконтингент, її начальником був старший технік-лейтенант Докторович.
У 1930-х і до кінця 1940-х років, за винятком періоду німецько-радянської війни, на території установи функціонували спочатку пересильний пункт, а потім пересильна тюрма, де утримувались дорослі чоловіки та жінки. В кінці 1948 року на базі санчастини колонії був організований будинок немовляти.
Після війни в цій установі відбували покарання зрадники Батьківщини, колишні поліцаї та інші посібники фашистських загарбників. У той час були розширені виробничі майстерні, діяв лісозавод, розкрійний, ремонтно-інструментальний цехи. Основною продукцією були шафи для одягу та книг, стільці, табуретки, столи кухонні і конструкторські та ін. Начальника установи Докторовича в середині 1940-х років замінив Войтенко Дмитро Степанович, який працював на цій посаді до початку 50-х років.
14.06.1952 наказом МВС УРСР № 0060 на базі установи була утворена Вінницька дитяча трудова колонія (ВДТК). У ДТК відбували покарання неповнолітні засуджені та дорослі засуджені до виправно-трудових робіт. Ними виготовлялись шафи холодильні, книжкові, для одягу, табуретки, столи кухонні, вітрини, дитячі іграшки, дивани. Крім того, в ДТК було організовано навчання підлітків виробничим професіям та загальноосвітнє навчання в 7-річній школі.
1 жовтня 1953 начальником ДТК був призначений колишній вихованець А. С. Макаренка Швед Олександр Натанович, про якого А. С. Макаренко писав у своїй книзі «Педагогічна поема».
На підставі наказу МОГП УРСР 0184 від 07.07.1963 р. Вінницька ДТК була реорганізована в установу виконання покарань з утримуванням засуджених-рецидивістів, чоловіків.

## Сучасний стан
У зв'язку із утворенням ДДУПВП, відповідно до відомчого наказу № 165 від 29.11.1999 р., установу перейменовано у Вінницьку виправну колонію управління ДДУПВП у Вінницькій області. Колонія відноситься до середнього рівня безпеки. У ній утримуються засуджені за злочини середньої тяжкості.
У різні роки установу очолювали:
М. І. Панасенко, О. Н. Швед, І. М. Недбай, М. П. Вашкевич, В. Я. Молчанов, М. Д. Галузінський, А. І. Куземко, М. О. Засипкін, В. М. Стебло.
На 2010 її очолює А.А. Дудоладов.